# Paradoja de Richard
En lógica, la Paradoja de Richard es una antinomia de la teoría de conjuntos y el lenguaje natural que fue descrita por primera vez por el matemático Jules Richard en 1905. La paradoja se usa comúnmente para denotar la importancia de distinguir entre las matemáticas y las metamatemáticas.
Kurt Gödel citó específicamente la antinomia de Richard como un análogo semántico a su resultado de incompletitud en la introducción de Sobre proposiciones formalmente indecidibles de Principia Mathematica y sistemas relacionados. La paradoja también fue una motivación para el desarrollo de las matemáticas  impredicativas.

## Descripción
La formulación original de la paradoja, de acuerdo con Richard (1905) se relaciona fundamentalmente al argumento de la diagonal de Cantor en la incontabilidad—o innumerabilidad—del conjunto de los números reales.
La paradoja comienza con la observación de que ciertas expresiones del lenguaje natural definen números reales sin ambigüedad, mientras que otras expresiones de lenguaje natural no lo hacen. Por ejemplo, la frase «El número real cuya parte entera es 17 y el nésimo decimal es 0 si n es par y 1 si n es impar» define el número real 17.1010101... = 1693/99, mientras que la frase «La capital de Inglaterra» no define un número real, tal como no lo hace la frase «el número entero más pequeño que no puede ser definido en menos de sesenta caracteres» (véase la paradoja de Berry)
Por lo tanto existe una lista infinita de frases en inglés—de tal forma que cada frase tiene una longitud finita, pero la lista en sí es de longitud infinita—que definen números reales sin ambigüedad. Primero reacomodamos esta lista de frases en orden creciente de longitud, después ordenamos las frases de igual longitud por orden lexicográfico (por orden de diccionario, p. ej. se puede usar código ASCII, las frases sólo contienen códigos entre el32 y el 126), de tal forma que el ordenamiento es canónico. El resultado de esto es una lista infinita de los números reales correspondientes: r1, r2, ... . Ahora se define un nuevo número real r de la forma siguiente. La parte entera de r es 0, el n-ésimo decimal de r es 1 si el n-esimo decimal de rn no es 1, y el n-ésimo decimal de r es 2 si el n-ésimo decimal de rn es 1.
El párrafo anterior es una expresión en español que define a un número real r sin ambigüedad. Por lo tanto r debe ser uno de los números rn. Sin embargo, r fue construido para que no pueda ser igual a ninguno de los rn existentes (por lo tanto, r es un número indefinible). Esta es la contradicción paradójica.

## Análisis y relación con la metamatemática
La paradoja de Richard resulta en una contradicción insostenible, que debe ser analizada para encontrar el error.
La definición propuesta para el nuevo número real r claramente indica una secuencia finita de caracteres, y por lo tanto parece a primera vista que es la definición de un número real. Sin embargo, la definición se refiere a la definibilidad-en-el-Español en sí misma. Si fuera posible determinar qué expresiones en español realmente definen a un número real y qué expresiones no lo hacen, entonces la paradoja continuaría. Por lo tanto la resolución de la paradoja de Richard es que no hay forma de determinar exactamente y sin ambigüedad qué frases en español son definiciones de números reales (véase Good 1966). Esto es, no hay ninguna forma de describir con una cantidad finita de palabras cómo distinguir si una expresión arbitraria en español es la definición de un número real. Esto no es ninguna sorpresa, ya que la habilidad de hacer esta determinación también implicaría la habilidad de resolver el problema de la parada y realizar cualquier otro cálculo no-algorítmico que pudiera ser descrito en español.
Un fenómeno similar ocurre en teorías formalizadas que pueden referirse a su propia sintaxis, tales como los Axiomas de Zermelo-Fraenkel (ZFC). Dígase que una fórmula φ(x) «define un número real» si hay exactamente un número real r tal que  φ(r) es válido Entonces no es posible definir, de acuerdo con ZFC, el conjunto de todos (los números de Gödel de) las fórmulas que definen números reales. Porque si fuera posible definir este conjunto, sería posible diagonalizar sobre él para producir una nueva definición de un número real, siguiendo los pasos generales de la paradoja de Richard explicada anteriormente. Debe notarse que el conjunto de fórmulas que definen números reales puede existir, como un conjunto F; la limitación de ZFC es que no hay ninguna fórmula que defina a F sin hacer referencia a otros conjuntos. Esto se relaciona con el Teorema de indefinibilidad de Tarski.
El ejemplo de ZFC ilustra la importancia de distinguir la metamatemática de un sistema formal de las declaraciones del sistema formal en sí. La propiedad D(φ) que establece que una fórmula φ de ZFC defina un número real único no es expresable en sí dentro de ZFC, sino que tiene que ser considerada como parte de la metateoría usada para formalizar ZFC. Desde este punto de vista, la paradoja de Richard resulta de tratar la construcción de la metateoría (la enumeración de todas las declaraciones del sistema original que definen números reales) como si la construcción pudiera ser realizada en el sistema original.

## Variación: Números Richardianos
Una variación de la paradoja usa los números enteros en lugar de los números reales a la vez que preserva el carácter autorreferencial del original. Considérese un idioma (como el español) en el que las propiedades aritméticas de los números enteros están definidas. Por ejemplo, «el primer número natural» define la propiedad de ser el primer número natural, uno; y «divisible entre exactamente dos números naturales» define la propiedad de ser un número primo (es claro que algunas propiedades no pueden ser definidas explícitamente, ya que todos los sistemas deductivos deben comenzar desde algunos axiomas. Pero para los fines de este argumento, se asume que frases como «un número entero es la suma de dos números enteros» están bien entendidas). Mientras que la lista de todas las definiciones así posibles es infinita, se observa fácilmente que cada definición individual está compuesta de un número finito de palabras, y por lo tanto de un número finito de caracteres. Ya que esto es cierto, es posible ordenar las definiciones, primero por longitud y luego por orden lexicográfico.
Ahora, es posible mapear cada definición con el conjunto de los números naturales tal que a la definición con el menor número de caracteres y primero en orden alfabético le corresponderá  el número 1, a la siguiente definición en la serie le corresponderá el 2 y así sucesivamente. Ya que cada definición está asociada a un único número entero, entonces es posible que ocasionalmente el número entero asignado a una definición se ajuste a esa misma definición. Si, por ejemplo, la definición «no divisible por ningún número entero más que 1 y él mismo» fuera la 43-ésima definición, esto sería cierto. Si la definición «divisible entre 3» fuera asignada al número 58 entonces el número de la definición no tiene la propiedad de la definición misma, ya que 58 no es divisible exactamente entre 3. El segundo ejemplo se denominará que tiene la propiedad de ser Richardiano. Por lo tanto, si un número es Richardiano, entonces la definición correspondiente a ese número es una propiedad que el número mismo no tiene. (Más formalmente, «x es Richardiano» es equivalente a decir «x no tiene la propiedad designada por la definición numerada con x en el conjunto serialmente ordenado de definiciones».) Por lo tanto, en este ejemplo 58 es Richardiano, pero 43 no lo es.
Ahora, ya que la propiedad de ser Richardiano es en sí misma una propiedad numérica de los números enteros, pertenece a la lista de todas las definiciones de propiedades. Por lo tanto, a la propiedad de ser Richardiano se le asigna un número entero n. Por ejemplo, la definición «ser Richardiano» podría ser asignada al número 92. Finalmente la paradoja es ahora: «¿Es el número 98, Richardiano?» Suponiendo que 92 es Richardiano. Esto es posible solo si 92 no tiene la propiedad designada por la definición con la que está correlacionado. En otras palabras, esto quiere decir que 92 no es Richardiano, lo cual contradice la suposición inicial. Sin embargo, si suponemos que 92 no es Richardiano, entonces no tiene la propiedad designada por la definición correspondiente. Esto, por definición, quiere decir que es Richardiano, una vez más contrario a la suposición inicial. Por lo tanto, la afirmación «92 es Richardiano» no puede ser consistentemente designada como verdadera ni como falsa.

## Relación con el predicativismo
Otra opción concerniente a la paradoja de Richard se relaciona con el predicativismo matemático. Según esta, los números reales se definen en etapas, en cada una de las cuales solamente se hace referencia a etapas previas y a otras cosas que ya han sido definidas. Desde el punto de vista predicativo, no es válido cuantificar sobre todos los números reales en el proceso de generar un nuevo número real, porque esto se cree que resulta en un problema de circularidad en las definiciones. Las teorías de conjuntos como ZFC no están basadas sobre este tipo de marco predicativo, y permiten definiciones impredicativas.
Richard (1905) presentó una solución a la paradoja desde el punto de vista del predicativismo. Richard alegó que el error de la construcción paradójica es que la expresión para la construcción del número real r de hecho no define un número real sin ambigüedad, ya que dicha afirmación se refiere a la construcción de un conjunto infinito de números reales, de los cuales r mismo es sólo una parte. Por lo tanto, argumenta Richard, el número real r no sería incluido como ningún rn, ya que la definición de r no cumple con los requisitos para ser incluido en la secuencia de definiciones usadas para construir la sucesión rn. Matemáticos contemporáneos [¿quién?] argumentan que la definición de r es inválida, pero por razones distintas. Se cree que la definición de r es inválida porque no hay una noción bien definida de cuándo una frase en español define a un número real, y por lo tanto no hay una forma no-ambigua de construir la sucesión rn.
Aunque la solución de Richard a la paradoja no fue popular entre matemáticos, el predicativismo es una parte importante del estudio de los fundamentos de las matemáticas. El predicativismo fue estudiado con detalle por primera vez por Hermann Weyl en Das Kontinuum, en el que demostró que mucho del análisis real elemental puede realizarse de forma predicativa comenzando solamente con los números naturales. Recientemente, el predicativismo ha sido estudiado por Solomon Feferman, quien ha usado la teoría de la demostración para explorar la relación entre los sistemas predicativos e impredicativos.